# Cyperus surinamensis
Cyperus surinamensis är en halvgräsart som beskrevs av Christen Friis Rottbøll. Cyperus surinamensis ingår i släktet papyrusar, och familjen halvgräs.

## Underarter
Arten delas in i följande underarter:
- C. s. lutescens
- C. s. surinamensis